# گیل بیرمنگام
گیل بیرمنگام (انگلیسی: Gil Birmingham؛ زادهٔ ۱۳ ژوئیهٔ ۱۹۵۳) یک هنرپیشه، و صدا پیشه اهل ایالات متحده آمریکا است. وی از سال ۱۹۸۶ میلادی تاکنون مشغول فعالیت بوده‌است.
از فیلم‌ها یا برنامه‌های تلویزیونی که وی در آن نقش داشته است می‌توان به گرگ و میش: سپیده‌دم - قسمت دوم اشاره کرد.